# Pleurodema kriegi
La ranita de cuatro ojos de Achala (Pleurodema kriegi) es una especie  de anfibios de la familia Leiuperidae.

## Distribución geográfica
Es endémica de la provincia de Córdoba (Argentina).

## Estado de conservación
Se encuentra amenazada de extinción por la pérdida de su hábitat natural.